# 올리베르 비에레후스
올리베르 비에레후스(덴마크어: Oliver Bjerrehuus, 1975년 10월 6일~)는 덴마크의 모델, 배우이다. 오르후스 대학교 공학과 출신이며 1997년 미국 뉴욕에서 패션 모델로 발탁되었다.